# Lac Abaya
Pour les articles homonymes, voir Abaya (homonymie).
Le lac Abaya (Ge'ez: ኣባያ Abaya Hayk) est un lac d'Éthiopie, situé dans la région de Éthiopie du Sud.
Il fut appelé lac Margherita par l'explorateur italien Vittorio Bottego, premier Européen à visiter cette région de l'Éthiopie, en hommage à l'épouse du roi d'Italie Humbert Ier, la reine Marguerite de Savoie.

## Géographie
Le lac Abaya est situé dans la vallée du Grand Rift, à l'est de la montagne Guge. Il est alimenté sur sa rive nord par la rivière Bilate, qui s'écoule le long du flanc sud du mont Gurage. Dans sa partie sud, il jouxte le Parc national de Nech Sar qui le sépare du lac Chamo.
La ville d'Arba Minch se situe sur la rive sud-ouest du lac.

Il comporte plusieurs îles, la principale étant Aruro. Le lac est de couleur rouge en raison d'un taux élevé de sédiments. Le lac Abaya déborde certaines années dans le lac Chamo.

## Attractivité
Jusqu’à l’ouverture de la route depuis Soddo dans les années 1960, les rives du lac étaient peu peuplées en raison de la trypanosomiase, encore présente. Depuis, des communautés Dorzé y cultivent des vergers irrigués (bananiers, manguiers, papayers, agrumes) et travaillent dans la plantation de coton, l’usine de mise en conserve de poisson (tilapia, poisson-chat) et la ferme de crocodiles proche d’Arba Minch.
Le site attire les touristes pour ses stèles funéraires sur la rive nord, ses excursions sur les îles et dans le parc national de Nech Sar.

## Faune
Les espèces de poissons suivantes y ont été observées : Bagrus docmac, Hydrocynus forskahlii, Labeobarbus intermedius, Lates niloticus, Schilbe intermedius, Synodontis schall.